# Savoiarda
La savoiarda è una razza bovina anche chiamata tarina o, in Francia, tarentaise. 

## Origini e diffusione
La savoiarda era diffusa fino alla seconda guerra mondiale nelle valli di Susa e della Moriana. Negli anni '50 del 1900 furono censiti circa 12500 capi solo in provincia di Torino. Gli studi del CNR soli 30 anni dopo (1983) dimostrarono una sensibile e progressiva diminuzione della presenza di vacche tarine tanto da giustificare la soppressione del registro anagrafico della razza. La razza non rientra tra quelle per le quali le politiche agricole dell'Unione Europea hanno disposto aiuti agli allevatori; anche per questo motivo i capi superstiti sono rarissimi e spesso incrociati con altre razze.

## Caratteristiche morfologiche

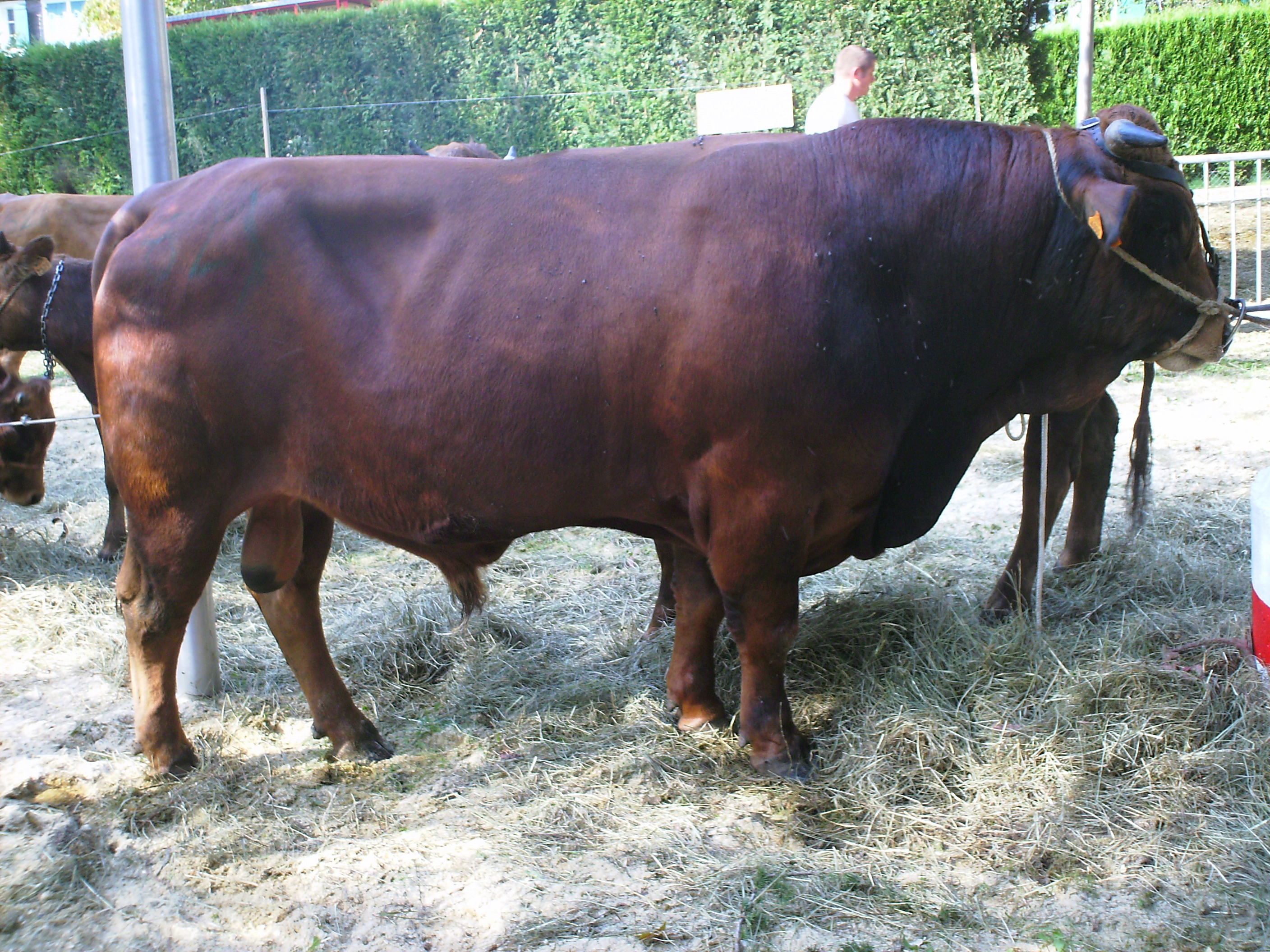
Un toro di razza tarina

Il mantello è fulvo, scuro alla nascita, schiarisce negli adulti. Al bordo delle orecchie e nelle aree attorno agli occhi il pelo e quasi nero così come la corona degli unghioni ed il fiocco della coda. Musello nero e corna a forma ellittica con punta nera.
Il peso dei maschi varia tra i 600 e gli 800 kg con altezza al garrese di 120-130 cm, le femmine solitamente non superano i 400-450 kg con altezza al garrese attorno ai 120 cm.

## Caratteristiche produttive
La tarina è una razza a duplice attitudine con prevalenza per la produzione del latte. La razza è rustica e con buone prestazioni al pascolo. È inoltre piuttosto longeva ed è dotata di una buona fertilità. La produzione media annua di latte può superare i 50 quintali. In particolare, gli esemplari francesi possono essere decisamente produttivi, in quanto nel paese d'origine la popolazione è rimasta numerosa ed è stata attuata un'efficiente selezione.